# Philon von Megara
Philon von Megara (altgriechisch Φίλων Phílōn, latinisiert Philo) war ein griechischer antiker Philosoph. Er lebte vermutlich im 4. und 3. Jahrhundert v. Chr., innerhalb der Philosophiegeschichte zählt er zu den Megarikern.
Die Schriften Philons sind verloren; erhalten sind lediglich einige Testimonien (antike Berichte über Leben und Lehre). Die erhaltenen Testimonien berichten hauptsächlich von Ansichten Philons, die in den Bereich der Logik fallen.

## Überlieferung
Die wichtigsten Quellen zu Philon sind Diogenes Laertios, Clemens von Alexandria und Sextus Empiricus sowie verschiedene Aristoteles-Kommentatoren (etwa Boethius und Alexander von Aphrodisias).

## Leben
Über Philons Leben ist so gut wie nichts bekannt. Man weiß lediglich, dass er zusammen mit Zenon von Kition bei Diodoros Kronos studiert hat.

## Lehre
Philons Schriften sind verloren. Bekannt ist, dass er einen Dialog namens Menexenos verfasst hat, in dem möglicherweise sein Lehrer Diodoros Kronos als Dialogfigur auftritt. Wahrscheinlich ist er auch mit dem Philon zu identifizieren, dessen Schriften Über Zeichen (Perì sēmasiṓn) und Über Formen des Schliessens (Perì trópōn) Diogenes Laertios an anderer Stelle erwähnt.
| p | q | p → q |
| - | - | ----- |
| W | W | W     |
| W | F | F     |
| F | W | W     |
| F | F | W     |

Definition der wahren Konditionalaussage
Laut Cicero hat sich Philon mit der Frage beschäftigt, wann eine Konditionalaussage (synēmménon; ein nicht von Philon stammendes Beispiel: „Wenn es regnet, dann ist die Straße nass“) wahr bzw. falsch ist. Sextus Empiricus berichtet, dass seine Antwort leicht von derjenigen des Diodoros Kronos („Eine Konditionalaussage [ist] dann wahr, wenn es weder möglich war, noch möglich ist, dass sie mit Wahrem beginnt und mit Falschem endet.“) abwich: „Die Konditionalaussage [ist] dann wahr, wenn sie nicht mit Wahrem beginnt und mit Falschem endet.“ Ob die Antwort Philons oder die Diodoros’ älter ist, lässt sich aus der Stelle nicht erschließen.
In der beistehenden modernen Wahrheitswerttabelle zur Konditionalaussage lässt sich ablesen – was schon Diodoros und Philon feststellten –, dass eine Konditionalaussage (in der Tabelle „p → q“, zum Beispiel „Wenn es regnet, dann ist die Straße nass.“) dann falsch ist, wenn der Vordersatz (ēgoúmenon, in der Tabelle „p“, zum Beispiel „Es regnet.“) wahr (in der Tabelle „W“) ist und der Nachsatz (lḗgon, in der Tabelle „q“, zum Beispiel „Die Straße ist nass.“) falsch (in der Tabelle „F“) ist.
Definitionen der Modalbegriffe
Boethius und Alexander von Aphrodisias berichten von Philons Definitionen der Modalbegriffe Möglichkeit, Unmöglichkeit, Notwendigkeit und Nicht-Notwendigkeit. Was die Möglichkeit betrifft, gibt Philon das Beispiel eines Holzstücks, das die Tauglichkeit (èpitēdeiótēs) besitzt, in Flammen aufzugehen, auch wenn das nie geschehen wird. Allgemein formuliert behauptete er, dass möglich ist, was aufgrund der seiner Natur die Tauglichkeit besitzt, zu sein, auch wenn äußere Umstände eine Verwirklichung verhindern. Laut Boethius sei nach Philon unmöglich, was nicht die Tauglichkeit besitzt, zu sein; notwendig, was ist und sein wird; nicht notwendig, was die Tauglichkeit besitzt, nicht zu sein.

## Rezeption
1935 hat Jan Łukasiewicz als erster den eigenständigen Charakter und Wert der stoischen Logik herausgearbeitet, bei der es sich im Unterschied zur einflussreicheren aristotelischen Logik nicht um eine Begriffslogik, sondern um eine Aussagenlogik handelte. Łukasiewicz hat dabei darauf hingewiesen, dass Philon und Diodoros Kronos als Vorarbeiter der stoischen Aussagenlogik gelten können, da ihre Beschäftigung mit der Wahrheit von Konditionalaussagen in ebendieses Gebiet fällt.